# American Honda Motor Company
De American Honda Motor Company Inc. (AHM) is een dochteronderneming van de Japanse Honda Motor Company Ltd.. Het bedrijf werd opgericht in 1959. Het bedrijf is verantwoordelijk voor (een deel van) de productie, de verkoop en de service van alle Honda-producten (zowel onder de merknaam "Honda" als onder het "Acura"-merk) in Noord-Amerika.

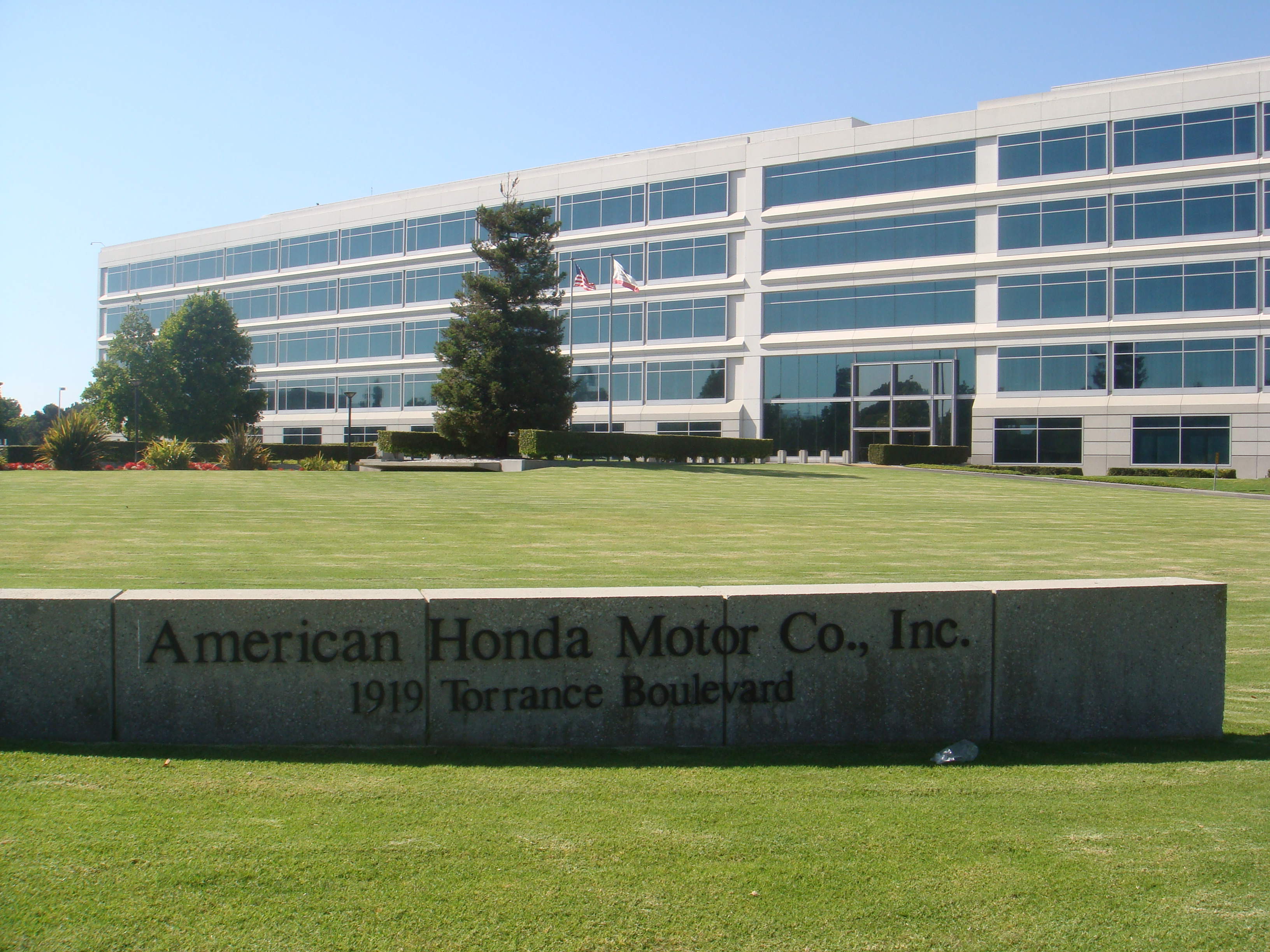
Hoofdkwartier van American Honda in Torrance (Californië)

## Voorgeschiedenis
Soichiro Honda had al in 1954 zijn werknemers opgeroepen producten te maken die aan internationale kwaliteitsnormen voldeden. In eerste instantie om te voorkomen dat kwalitatief hoogwaardige motorfietsen uit het buitenland Honda van de Japanse markt zouden verdringen, maar ook om export mogelijk te maken. In dat jaar gingen de eerste Honda Cub F clip-on motoren naar Taiwan. Het Dream Model 4E ging naar Okinawa (toen nog "buitenland" omdat het onder Amerikaans bewind stond) en naar de Filipijnen. Als experiment werden ook enkele Honda Juno K-scooters naar de Verenigde Staten geëxporteerd.

### Studiereizen

#### Naar Europa
Honda, dat indertijd alleen motorfietsen produceerde, wilde ook overzees gaan exporteren, waarvoor enkele studiereizen werden gemaakt. Directeur Honda ging eind 1956 samen met verkoopmanager Takeo Fujisawa naar Europa, vooral om de opkomende bromfietsmarkt te bestuderen. Het eindresultaat van deze reis was de ontwikkeling van de Honda Super Cub.

#### Naar Zuidoost-Azië
Kihachiro Kawashima, die op de verkoopafdeling van Honda in het hoofdkantoor in Tokio werkte, werd naar Zuidoost-Azië gezonden om de motorfietsmarkt te bestuderen. In Zuidoost-Azië ontdekte Kawashima dat de Europese lichte motorfietsen en bromfietsen sterk in opkomst waren als dagelijks vervoer- en zelfs transportmiddel. De markt groeide zo snel dat de gemotoriseerde tweewielers op het punt stonden de fiets te verdringen. Kawasahima reisde drie weken door het gebied en keerde terug met de mededeling dat de markt in Zuidoost-Azië veelbelovend was. Daarop zond Fujisawa hem meteen naar de Verenigde Staten.
| De Amerikaanse motorfietsverkoop was - voor Japanse begrippen - klein. Men leverde slechts 50.000 à 60.000 motorfietsen per jaar af, ongeveer 10% van de Japanse verkopen, en een groot aantal motorfietsmerken vochten om hun stukje van deze kleine taart. Omdat de motorfietsen gebruikt werden door liefhebbers, waren ze in het algemeen zwaarder dan 500 cc. Het zwaarste model dat Honda in 1959 kon leveren was de 305cc-C 75 Dream. Bovendien hadden motorrijders geen goede naam als gevolg van het optreden van Outlaw-motorclubs, de Hollister Bash van 1947 en de film The Wild One uit 1953. Gewone Amerikanen hadden geen enkele interesse in motorfietsen. |

#### Naar Noord-Amerika
Tot dat moment waren de onderzoekers van Honda steeds motor- en bromfietsen in hun rol voor woon-werkverkeer en transport tegengekomen, zoals dat ook in Japan zelf was. In de VS echter speelde de motorfiets een heel andere rol. Amerika was het land van de auto, door de grote afstanden en de ruim gebouwde steden. Motorfietsen waren niet meer dan hobby-objecten die naast een auto in de garages stonden. Bovendien kozen Amerikanen dan meestal voor de zware Harley-Davidsons en Indians of - als ze sportief ingesteld waren - voor Britse machines van Associated Motor Cycles of de BSA-groep. Het was dan ook logisch dat Kawashima aan Fujisawa adviseerde om als eerste de veelbelovende export naar Zuidoost-Azië op te starten. Fujisawa was het daar echter niet mee eens. Omdat de VS het hart was van de kapitalistische wereld en het centrum van de wereldeconomie, zou bij succes daar de rest van de wereld vanzelf volgen. Hij zei: "Amerika is de moeilijkste markt om te veroveren, maar het is een belangrijke stap voor de groei van onze export."

##### Export uit Japan vs. import in Amerika
Japanse bedrijven waren in de jaren vijftig afhankelijk van gespecialiseerde handelsmaatschappijen voor hun export. In de Verenigde Staten werden (voornamelijk Europese) motorfietsen ingevoerd door importeurs, die een dealernetwerk opzetten om de producten te verkopen en te onderhouden. Vooral de familie Berliner was erg actief met merken als Ducati, AJS, Matchless, Moto Guzzi, Norton, Sachs, Zündapp en het eigen merk J-Be (Joe-Berliner). Zo ontstond een vrij lange route: producent → importeur → dealer → klant. Voor de Japanners was de route nog langer: producent → handelsmaatschappij → importeur → dealer → klant. Honda had altijd een zo nauw mogelijke band met zijn klanten onderhouden en Fujisawa wilde daarom de import in de Verenigde Staten zelf verzorgen via een eigen vestiging. Zo ontstond een veel kortere route: producent → dealer → klant. Dat had als voordelen dat Honda niet afhankelijk zou zijn van prioriteiten van de tussenpersonen en dat de service veel klantgerichter zou kunnen zijn.

## Bedrijf

### American Honda Motor Company

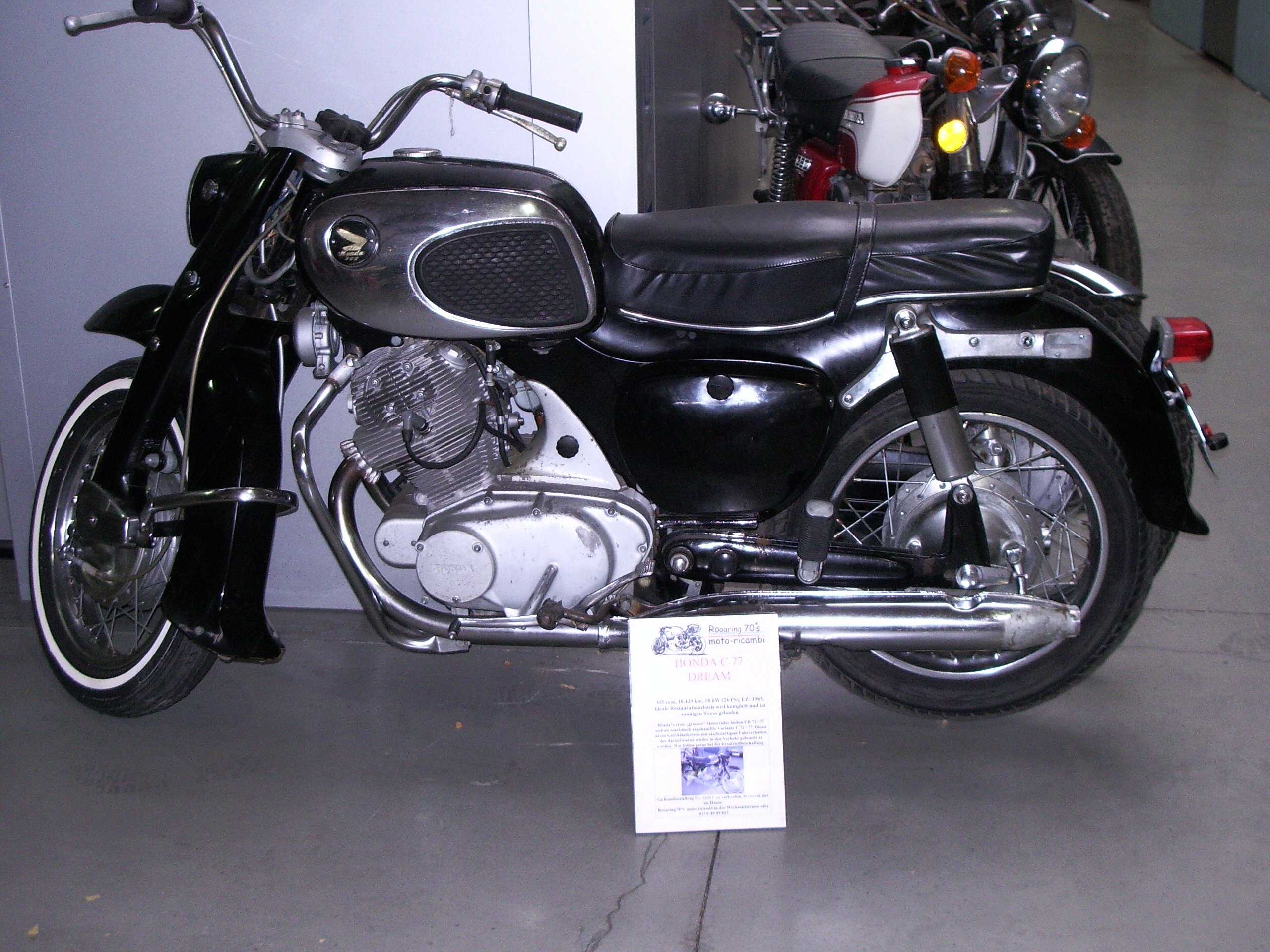
Honda leverde vanaf het begin motorfietsen speciaal voor de Amerikaanse markt, zoals deze CA 77 Dream, die een verhoogd buizenstuur had, terwijl de rest van de wereld een laag, plaatstalen stuur kreeg.

Zo stuurde Takeo Fujisawa de 39-jaar oude Kihachiro Kawashima naar de Verenigde Staten om de American Honda Motor Company Inc. op te richten en algemeen directeur te worden. Hij bezocht verschillende steden en besloot in november 1958 dat Los Angeles de beste vestigingsplaats zou zijn, vooral vanwege het warme klimaat. Bovendien vond Kawashima steun bij de grote Japanse gemeenschap in Los Angeles. Er moest nog wel overeenstemming worden bereikt met de Japanse ministeries van handel en industrie en financiën. De uitvoer van Japanse valuta was aan beperkingen onderhevig en een aanvraag van 360 miljoen yen (1 miljoen Amerikaanse dollar) werd afgewezen. Dat was een van de redenen dat export via een handelsmaatschappij makkelijker zou zijn geweest. In april 1959 kreeg Kawashima toestemming voor de uitvoer van 250.000 dollar, waarvan slechts de helft in contanten en de rest in producten of in natura. Voor ongeveer $ 100.000,= kocht Kawashima een klein wit gebouwtje, een voormalige fotostudio op 4077 West Pico Boulevard in Los Angeles. Dat werd het Amerikaanse "hoofdkantoor" in de Verenigde Staten. Daardoor had hij nog ongeveer $ 20.000 om zijn bedrijfje op te starten.

#### Verhuizingen
In 1963 had American Honda behoefte aan een groter onderkomen, met name grotere loodsen en daarom verhuisde men naar 100 West Alondra in Gardena. In 1990 verhuisde het hoofdkantoor naar een grote campus met elf gebouwen in Torrance (Californië).

### Honda Research of America
In 1979 werd Honda Research of America Incorporated opgericht als onderdeel van Honda R&D Co. Ltd. in Japan.

### Productiefaciliteiten in de VS
In 1979 opende Honda haar eerste eigen fabriek in de Verenigde Staten, de Marysville Motorcycle Plant in Marysville (Ohio) voor de productie van de Honda CR 250 M Elsinore, de ATV's en de Honda Goldwing. In de jaren tachtig werden daar ook de Honda Magna-modellen gebouwd. Een jaar later opende men ook de Marysville Auto Plant voor de productie van auto's, maar ook van Goldwings. De motorfietsenfabriek werd in 2009 gesloten, maar in de loop van de jaren ontstonden er nog veel meer Honda-productiefaciliteiten in de VS:
- Anna (Ohio): Motorblokken
- East Liberty (Ohio) (East Liberty Auto Plant): Honda Civic Sedan/GX (vanaf 2009), Honda Element (tot 2011), Honda CR-V (vanaf 2006), Acura RDX (vanaf 2011).
- Greensboro (North Carolina): HondaJet
- Greensburg (Indiana): Honda Civic Sedan, Acura ILX (2012-2014)
- Lincoln (Alabama): Honda Odyssey, Honda Pilot, V-6 motoren, Honda Accord V-6, Acura MDX (vanaf 2013).
- Marysville (Ohio) (Marysville Auto Plant): Honda Accord Sedan/Coupé, Acura TL (tot 2014), Acura RDX (2006-20011), Acura ILX (vanaf 2015). Acura TLX, Honda Goldwing
- Marysville (Ohio) (Marysville Motorcycle Plant): Honda Goldwing, Honda Valkyrie Rune, Honda VTX 1200 C, Honda VTX 1800 C, Honda Shadow 1100 motorblokken.
- Russells Point (Ohio): Automatische versnellingsbakken, tandwielen en 4WD-componenten.
- Swepsonville (North Carolina): General Purpose-motoren, loopgrasmaaiers, sneeuwblazers, draadtrimmers, waterpompen en landbouwfrezen.
- Tallapoosa (Georgia): Automatische versnellingsbakken
- Timmonsville (South Carolina): ATV's, Side by Side UTV's, Quads, Honda Pioneer

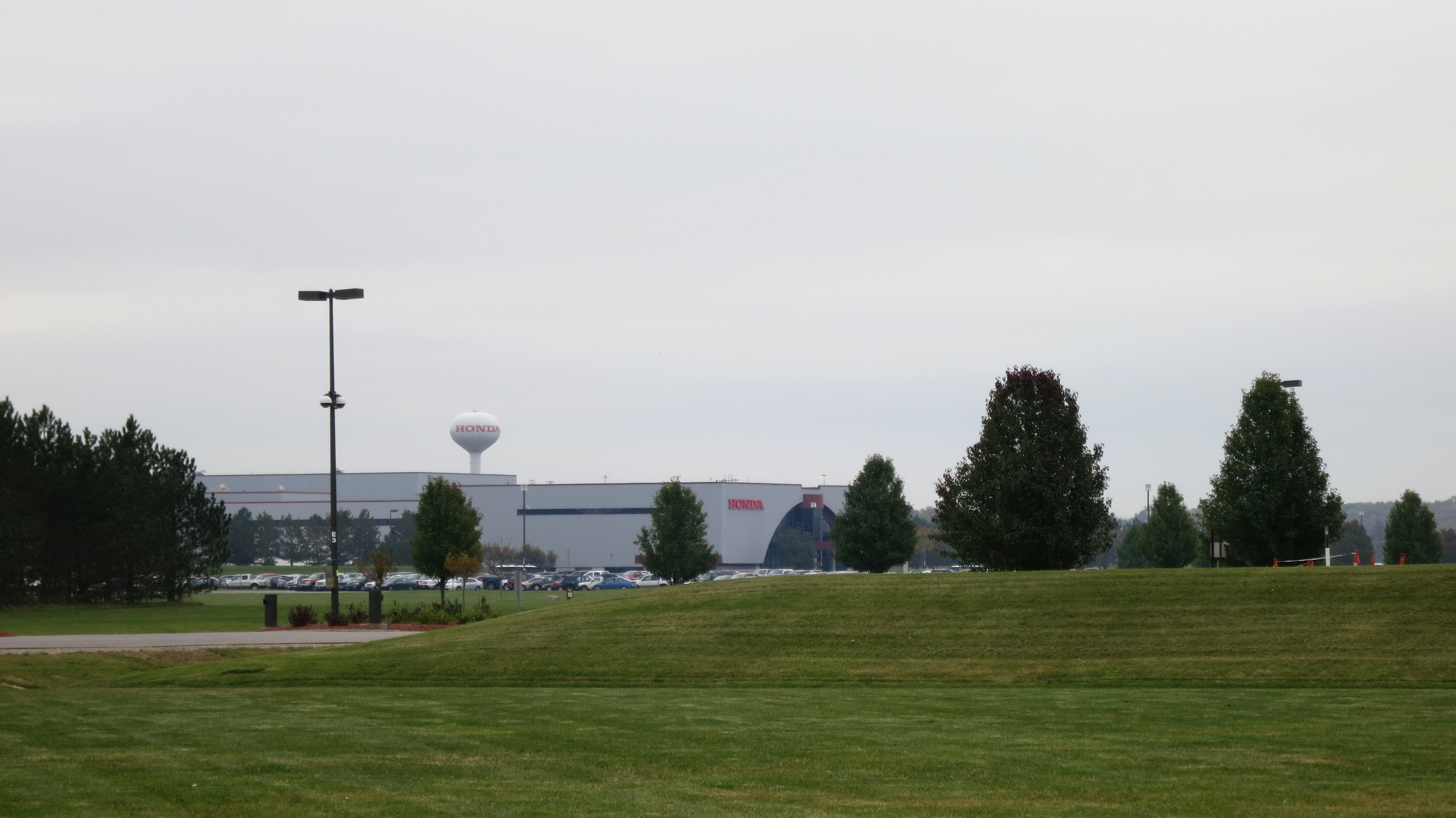
Autofabriek in East Liberty (Ohio)

### Overige vestigingen
- Colton (Californië): Red Rider Ranch (Colton Rider Education Center), opleidingscentrum voor straat- en terreinrijders.
- Raymond (Ohio): Honda R&D Americas
- Santa Clarita (Californië): Honda Performance Development, de raceafdeling voor de VS en Canada (IndyCar Series, American Le Mans Series en voorheen ook CART IndyCar Series) en de Le Mans Series.
- Torrance (Californië): Hoofdkantoor, R&D / ontwerp

### Motorfietsen
Kawashima begon samen met zijn assistent Takayuki Kobayashi en zes lokale werknemers in september 1959 aan zijn opdracht: 1.000 motorfietsen per maand verkopen. Ze hadden de Dream, de Benly en de net ontwikkelde Super Cub (Honda 50 in de VS) in de aanbieding en profiteerden van de lokale bekendheid van hun personeel, dat contacten had met motordealers in heel Zuid-Californië. Deze dealers kregen brieven, maar er werd ook geadverteerd in regionale bladen en Kawashima bezocht zelf ook motorhandelaren om zijn machines te promoten. Er kwamen er ook een aantal om testritten te maken en er werden ook enkele machines verkocht, maar het jaar werd afgesloten met 170 verkochte motorfietsen, veel minder dan 1.000 per maand. Het werd duidelijk dat het niet makkelijk zou worden de Amerikaanse markt te veroveren, ondanks het feit dat Honda met de CA 71 Dream, de CA 76 Dream, de CA 92 Benly en de CA 95 Benly speciale machines voor de Amerikaanse markt leverde.
Begin 1960 kon American Honda in elk geval enkele honderden motorfietsen per maand verkopen, maar net toen het leek dat het merk grond begon te veroveren ontstonden er problemen. De Dreams en de Benly's kampten met oververhittingsproblemen en 150 machines waren zelfs vastgelopen. Onmiddellijk werden er monteurs uit Japan gehaald om de machines te repareren, maar er waren honderd exemplaren onderweg per schip naar de haven van Los Angeles. Kawashima moest snel een oplossing bedenken. Aanvankelijk wilde hij onderdelen uit Japan laten komen om de machines nog voor de verkoop te repareren, maar uiteindelijk besloot hij alle motorfietsen met problemen terug te sturen naar Japan.
Daarmee maakte hij indruk op de dealers, die de rigoureuze oplossing wisten te waarderen. Ze waren intussen al gewend aan het feit dat hun showroomvloeren droog bleven als er Honda's in stonden. Het was heel gebruikelijk dat Amerikaanse en Britse motorfietsen in de showroom al olie stonden te lekken.

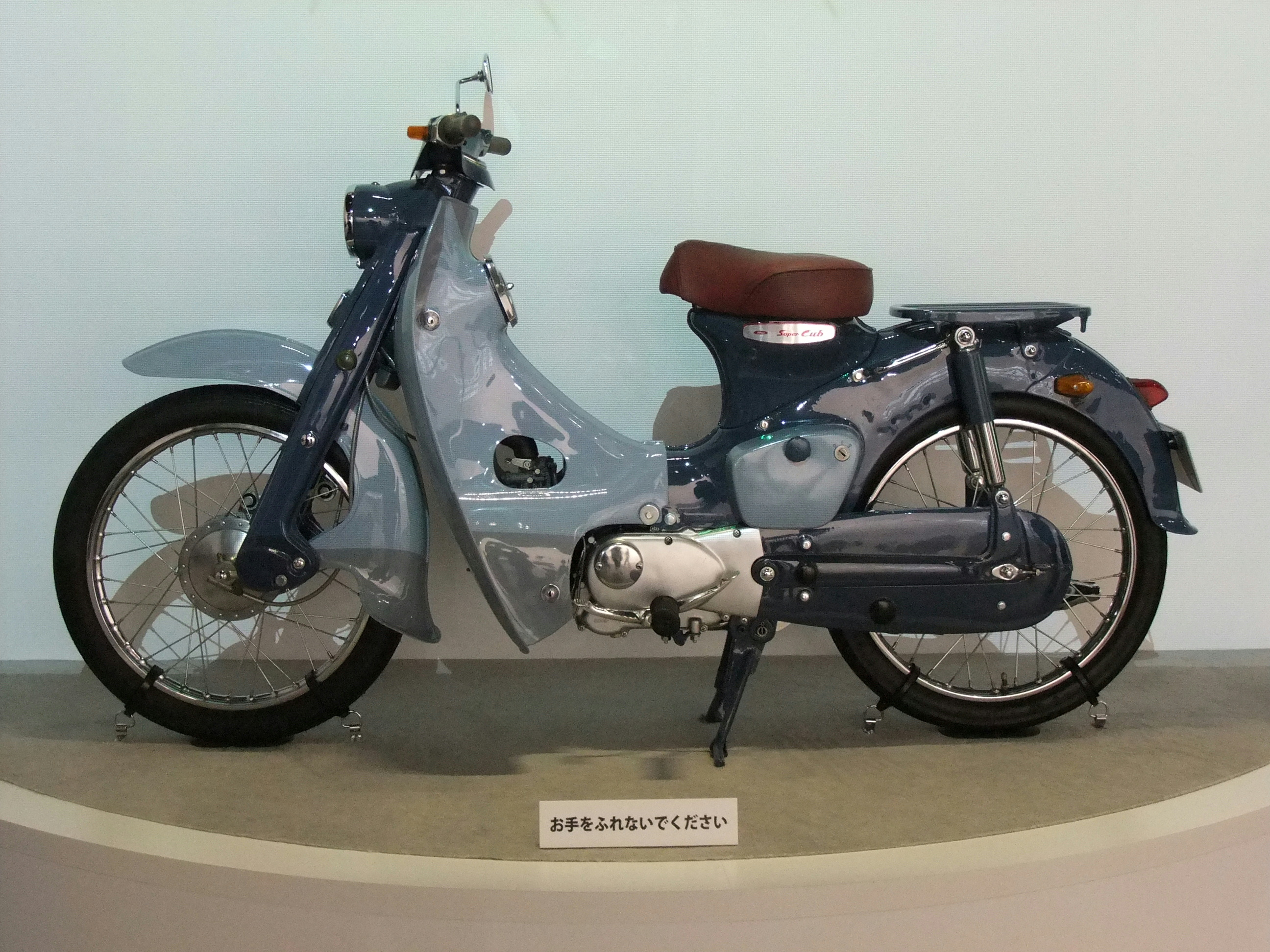
Honda 50

Zolang er geen oplossing was voor de problemen met de Benly en de Dream moest Kawashima de Honda 50 meer onder de aandacht brengen. Deze zeer lichte 50cc-motorfiets leverde twee keer zoveel vermogen als de concurrentie, had een startmotor, een automatische koppeling, een stille viertaktmotor en beenschilden. Daardoor was de machine zeer gebruiksvriendelijk en de beenschilden voorkwam dat kleding vuil werd maar ook dat de damesrokken op zouden waaien. De Honda 50 was ook goedkoop, hij kostte slechts $ 250. Daardoor kon de machine ook interessant worden voor bijvoorbeeld studenten.

#### Promotie

##### Nifty, Thrifty, Honda-Fifty
In mei 1961 werd voor het eerst de doelstelling van 1.000 verkochte Honda's per maand gehaald, maar Kawashima besefte dat Honda door alleen via bestaande motordealers te werken nooit groter zou worden. Hij reisde door het land om presentaties over het Honda-businessplan te geven en ging de Honda 50 ook via sportartikelenwinkels, kampeerartikelenwinkels en buitensportwinkels verkopen. Zo maakte hij van de Honda 50 een plezierproduct waarvoor kopers niet naar de vaak smoezelige motorzaken hoefden. Zo ging het ook met de advertenties. Naast motorvakbladen kwamen er advertenties in andere bladen die verschenen in de elf
Westelijke staten, ook in klassebladen als Life, waarmee een geheel nieuw publiek werd bereikt. De advertenties waren kleurrijk en vrolijk, ver verwijderd van het outlaw-motorfiets imago. Het woord "Motorfiets" kwam er zelfs helemaal niet in voor. De Honda was geen motorfiets, het was een prettig, goed bruikbaar consumentenproduct. De reclameslogan werd "Nifty, Thrifty, Honda -Fifty" (Handig, Zuinig, Honda-Vijftig). Een kleurenpagina in Life kostte $ 70.000 à $ 80.000, wat van de campagne een gedurfde operatie maakte. De campagne werkte echter en de Amerikaanse uitvoering van de Super Cub werd een groot succes.
Om de groeiende markt te bedienen moest het service-systeem uitgebreid worden. Kawashima besloot af te stappen van de winst op onderdelen. Hij vond het belangrijker dat alles in voorraad was en snel aan de dealers geleverd kon worden.

##### Klantvriendelijkheid
Met de Honda 50 richtte Honda zich helemaal niet op motorrijders. Men zocht een ander publiek: Amerikanen die een goedkoop, makkelijk en leuk vervoermiddel zochten en nog op het idee gebracht moesten worden dat dat een Honda zou kunnen zijn. Motorrijders waren wel gewend aan de donkere, smoezelige motorzaken waar de dealer hen in een stofjas te woord stond en waar lekbakken onder alle motorfietsen stonden. Kawashima verwachtte van zijn dealers dat ze een net confectiepak droegen en dat de monteurs eveneens vlekkeloze overalls droegen. Het negatieve imago van de motorfiets moest worden weggevaagd. Klanten moesten vriendelijk en beleefd te woord gestaan worden. Er werden zelfs brochures met verkoopmethoden gedrukt die naar de dealers gingen en American Honda verzorgde cursussen om dealers te onderwijzen in de verkoopfilosofie van American Honda. Bestaande motorhandels werden onder druk gezet om hun zaak te renoveren. American Honda zette zelfs een voorbeeldwinkel op, waar testritten gemaakt konden worden en waar Honda's in een smetteloze showroom stonden. Die winkel werd echter op last van de overheid gesloten omdat ze inbreuk maakte op wetten inzake directe verkoop door de producent. Dealers gingen hun showrooms kind- en vrouwvriendelijk inrichten en kregen daar van Honda geld voor, net als voor hun eigen advertentiecampagnes. In november 1961 kregen de meest verkopende dealers een reis naar Japan aangeboden waarbij ze hun echtgenotes mochten meenemen.

##### You meet the nicest people on a Honda
In december 1962 had American Honda meer dan 750 dealers, meer dan enig ander merk. Men verkocht meer dan 40.000 Honda's per jaar, maar in 1963 wilde Kawashima dat verhogen tot 200.000 motorfietsen. In juni 1963 startte een twaalf jaar durende reclamecampagne "You meet the nicest people on a Honda", ontwikkeld door Robert Emmenegger van Grey Advertising. De Honda-campagne richtte zich opnieuw op mensen die helemaal niets met motorrijden hadden: ouders met kinderen, sporters, studenten, winkelende dames. De campagne benadrukte ook de reinheid van de machine. De ingesloten ketting waardoor er geen kettingvet kon rondspatten en de beenschilden waardoor de kleren van de rijder schoon bleven en er geen speciale motorkleding nodig was. De campagne werd een groot succes. Steeds meer dealers meldden zich aan en de verkoop steeg enorm. BSA-directeur Edward Turner verklaarde in december 1965 dat de Honda-campagne zelfs goed was voor BSA, omdat ze nieuwe motorrijders aantrok die later zouden overstappen op zwaardere motorfietsen. Hij wist toen nog niet dat zijn eigen merken BSA en Triumph binnen tien jaar door Honda en Kawasaki van de kaart zouden worden geveegd. De Honda 50 werd intussen algemeen geaccepteerd, moeders die nooit bereid waren geweest iets met motorfietsen te maken te hebben gaven Honda 50's als kerstgeschenk aan hun kinderen. Honda sloot 1963 af met ruim 100.000 verkochte motorfietsen in de VS, meer dan alle andere merken samen.

###### The Hondells en The Beach Boys

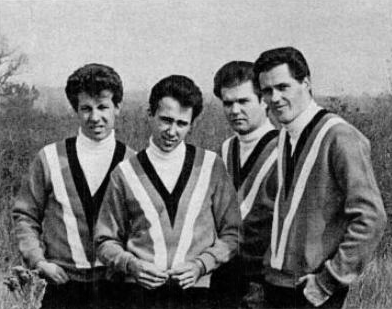
The Hondells

In 1964 componeerden Brian Wilson en Mike Love het lied "Little Honda", waarin het plezier van het rijden op de "Honda 50" werd bezongen en waarin luisteraars zelfs werden opgeroepen naar hun plaatselijke Honda-dealer te gaan. Hoewel het de indruk wekte een reclame-jingle te zijn was dat niet zo. Het liedje werd aanvankelijk opgenomen door The Hondells, maar later ook door de Beach Boys. The Hondells brachten in 1965 wel een plaatje uit dat in de Honda-campagne werd gebruikt en dat was dan ook "You meet the nicest people on a Honda" getiteld, maar het was de B-kant van hun versie van Sea Cruise.

###### Controverse

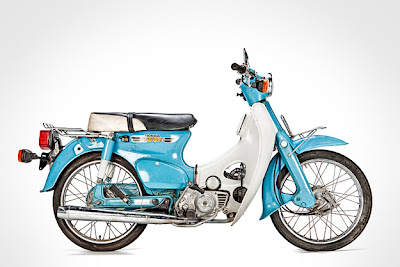
Honda 70 Passport

##### Academy Awards
Nog steeds richtten alle campagnes zich op de elf westelijke staten Arizona, Californië, Colorado, Idaho, Montana, Nevada, New Mexico, Oregon, Utah, Washington en Wyoming. Na het succes van de "Nicest people"-campagne stelde Grey Advertising aan Kawashima voor dat Honda de hoofdsponsor van de Academy Awards zou worden. Daarmee zou men 70- à 80% van televisiekijkend Amerika bereiken. Voor $ 300.000 (voor een reclamespot van 90 seconden) werd Honda zo de eerste buitenlandse sponsor van de Oscar-uitreiking. Dat was de prijs van 1.200 Honda 50's, maar het succes was enorm. Overal in de Verenigde Staten begonnen dealers Honda's te verkopen en Kawashima kreeg zelfs verzoeken van fabrikanten om de Honda 50 in reclamecampagnes voor heel andere producten te mogen gebruiken.
De goede naam van de Honda 50 sloeg ook over naar de andere modellen. Zo leverde Honda in de jaren zestig modellen speciaal voor de Amerikaanse markt, zoals de 125cc-CA 92 Benly, de 154cc-CA 95 Benly, de 250cc-CA 71 Dream, CSA 71 Dream en CA 72 Dream en de 305cc-CA 76 Dream, CSA 76 Dream, CA 77 Dream en CSA 77 Dream. Dit waren allemaal zeer moderne motoren, zonder uitzondering uitgevoerd met bovenliggende nokkenassen en een startmotor.
In 1965 kwamen de Verenigde Staten in een recessie als gevolg van de Vietnamoorlog. Bovendien waren veel van de beoogde klanten van Honda opgeroepen om in Vietnam te vechten. In het voorjaar van 1966 daalden de verkoopaantallen, vooral van de Honda 50 (intussen omgedoopt tot "Honda 50 Passport") en de Honda 70 Passport, fors. Dat werd echter slechts voor een deel geweten aan de crisis. Deels dacht men dat een veranderde smaak van het publiek de oorzaak was van de dalende verkoop. Veel klanten hadden het machientje door het verwijderen van het plaatwerk omgebouwd tot terreinmotortje en Kawashima drong er bij Honda R&D op aan een speciaal motorfietsje voor de Amerikaanse markt te ontwikkelen. Dat werd de Honda Mini Trail, die geleverd werd met de 70- en 90cc-blokjes van de Honda Super Cub C 70 en de Honda Super Cub C 90.

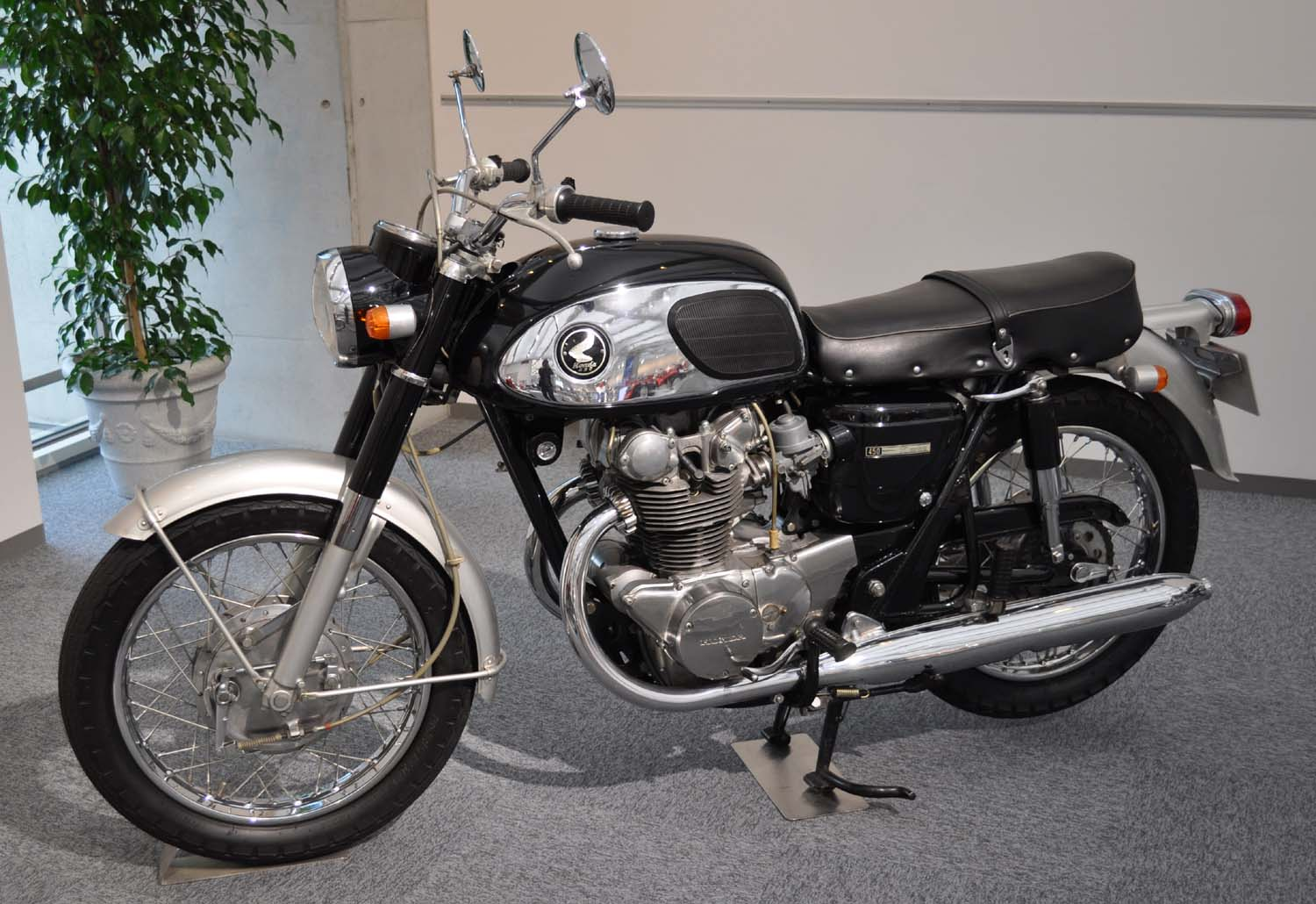
De Honda CB 450 was ook voor Amerikanen een goed alternatief voor snelle Triumph's, BSA's en Nortons.

In de tweede helft van de jaren zestig kwam Honda met vernieuwde, moderne ontwerpen van de CB 125, CB 250, CB 350, de terreinmotoren CL 250 en CL 350 en de spectaculaire CB 450. Die laatste was een paralleltwin met dubbele bovenliggende nokkenassen die ondanks zijn 450 cc veel te snel was voor de meeste Britse 500- en 600cc-sportmotoren. Er werden zelfs 500cc-races gewonnen met Honda CB 450's.

#### Brits en Amerikaans verweer

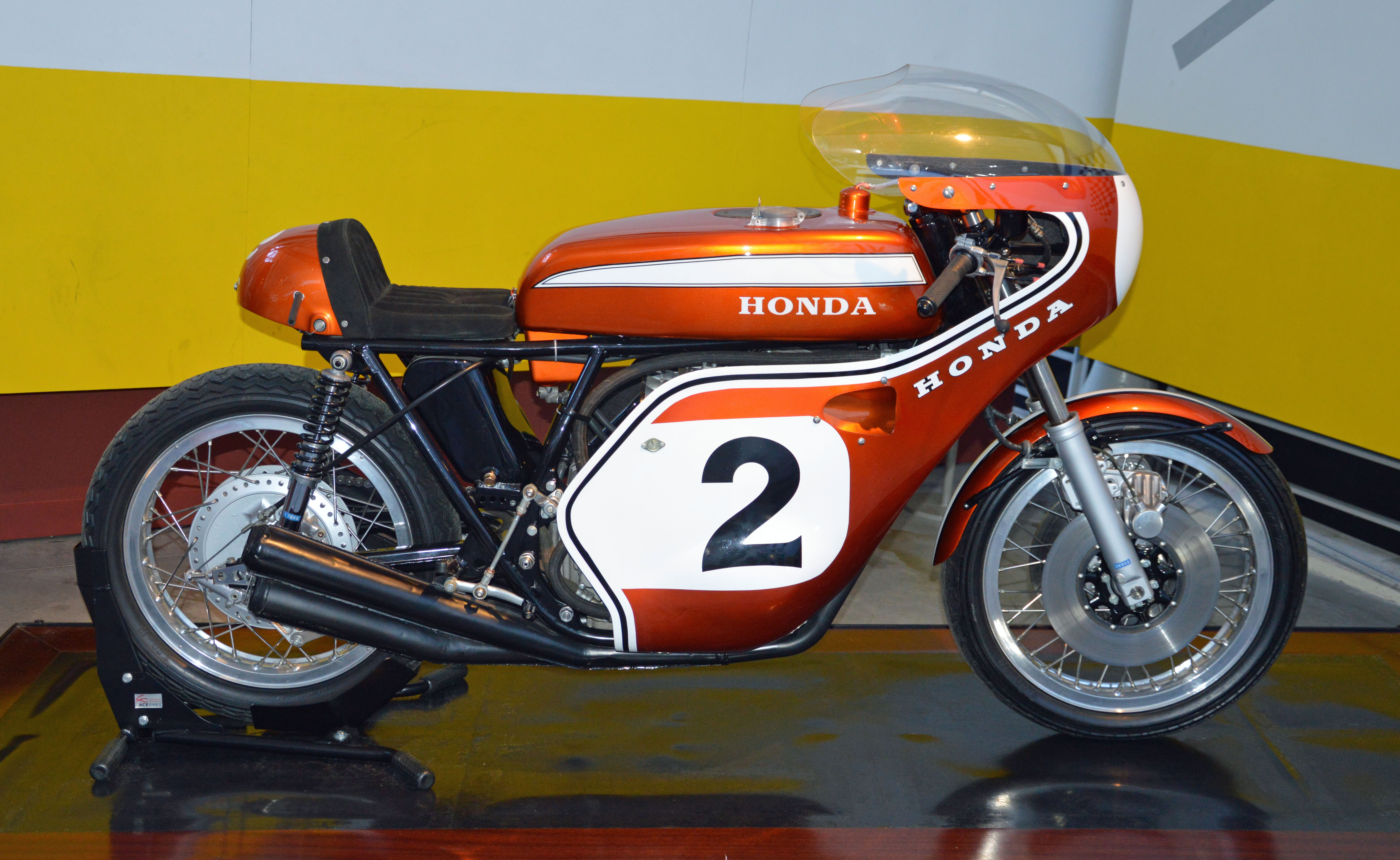
Dick Mann's Honda CR 750, een nauwelijks aangepaste Honda CB 750.

Associated Motor Cycles, eigenaar van merken als Norton, Matchless en AJS, had halverwege de jaren zestig eigenlijk geen verweer meer. Men ontwikkelde weliswaar nog nieuwe 750cc-machines, de Norton P11-serie, maar pas in 1967 had men met de komst van de Norton Commando weer een goed verkopend model. Dat duurde echter slechts tot de komst van de Honda CB 750 Four in 1969. De BSA-groep (BSA en Triumph) was inmiddels overgenomen door AMC, maar er was nauwelijks geld om nieuwe machines te ontwikkelen. Harley-Davidson, dat in Honda eigenlijk geen bedreiging had, besloot de markt voor lichte motorfietsen op te gaan door een belang van 50% in het Italiaanse merk Aermacchi te kopen, waardoor machines als de Aermacchi-Harley-Davidson Ala Verde 250 en de Harley-Davidson Sprint-serie verschenen. Harley werd bovendien in bescherming genomen door de American Motorcyclist Association, die in het reglement van de belangrijkste Amerikaanse race, de Daytona 200, vaststelde dat zijklepmotoren (lees: Harley-Davidsons) 750 cc mochten meten, kopklepmotoren (alle Europese en Japanse viertaktmotoren) slechts 500 cc. Toen die beperking in 1970 werd opgeheven won Dick Mann de Daytona 200 met een Honda CR 750.

### Auto's

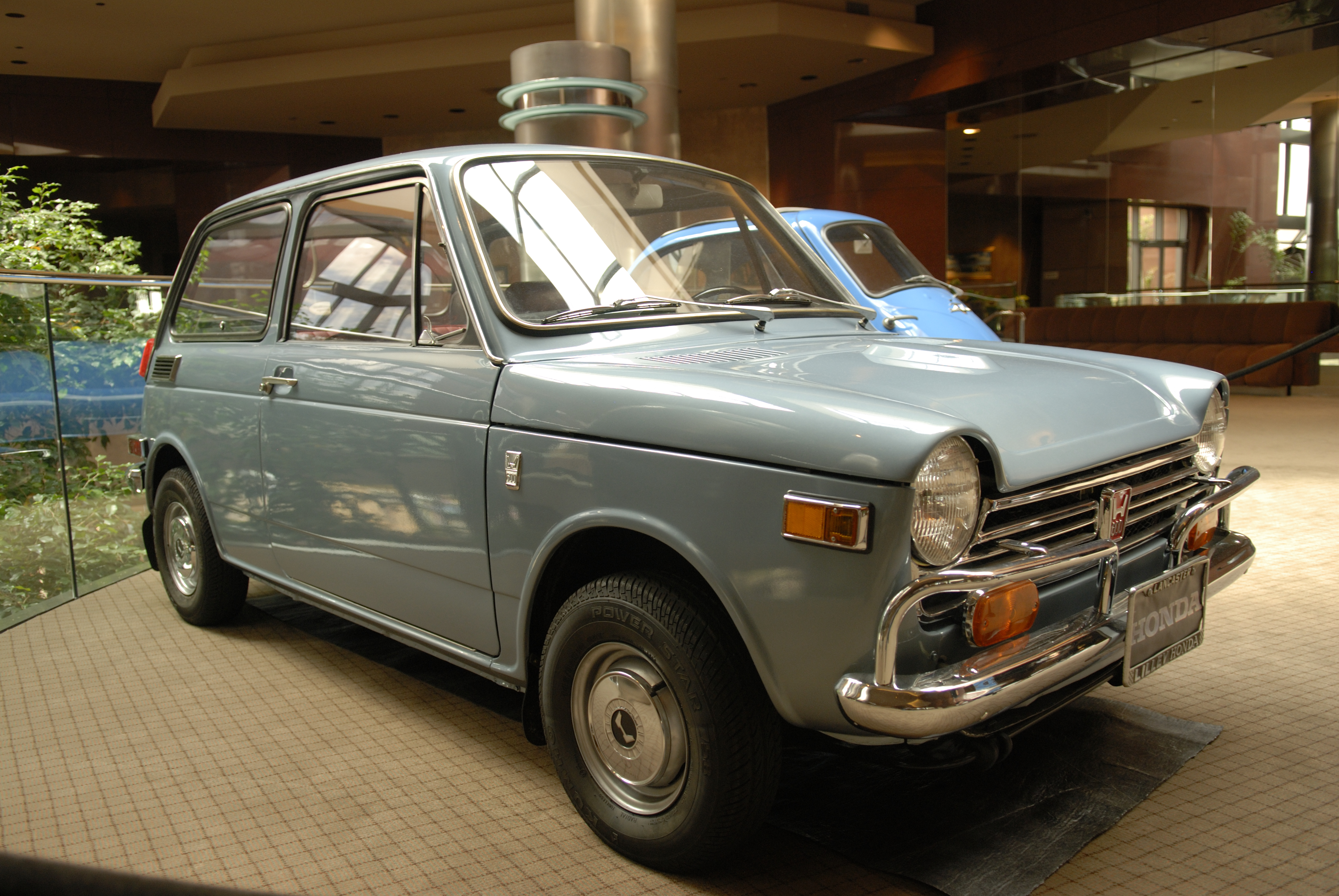
Honda N 600

Honda besloot dat de tijd rijp was om de Honda-auto's op de Amerikaanse markt te brengen. In december 1969 werd de Honda N 600 in Hawaï geprestenteerd en in mei 1970 kwam begon de verkoop via de motordealers aan de Westkust (Californië, Washington en Oregon). Dat veroorzaakte wel enkele problemen: autoklanten stapten niet bij een motorfietsdealer binnen en de Amerikaanse automarkt bestond nog uit grote auto's. Voor een zeer klein autootje als de N 600 was weinig belangstelling. In 1973, toen de Honda Civic verscheen, probeerde Yoshihide Munekuni, verantwoordelijke voor de autoverkopen, om die bij autodealers onder te brengen, maar die hadden daar geen oren naar. Zij kenden de Amerikaanse markt immers heel goed en bleven trouw aan auto's van American Motors, Chrysler, Ford en General Motors. Ook persoonlijke bezoeken van Honda-verkoper leverden niet veel op. Soms wilden autodealers een Civic in de showroom zetten, maar meestal ergens achteraf of zelfs tussen de occasions.

#### Oliecrisis

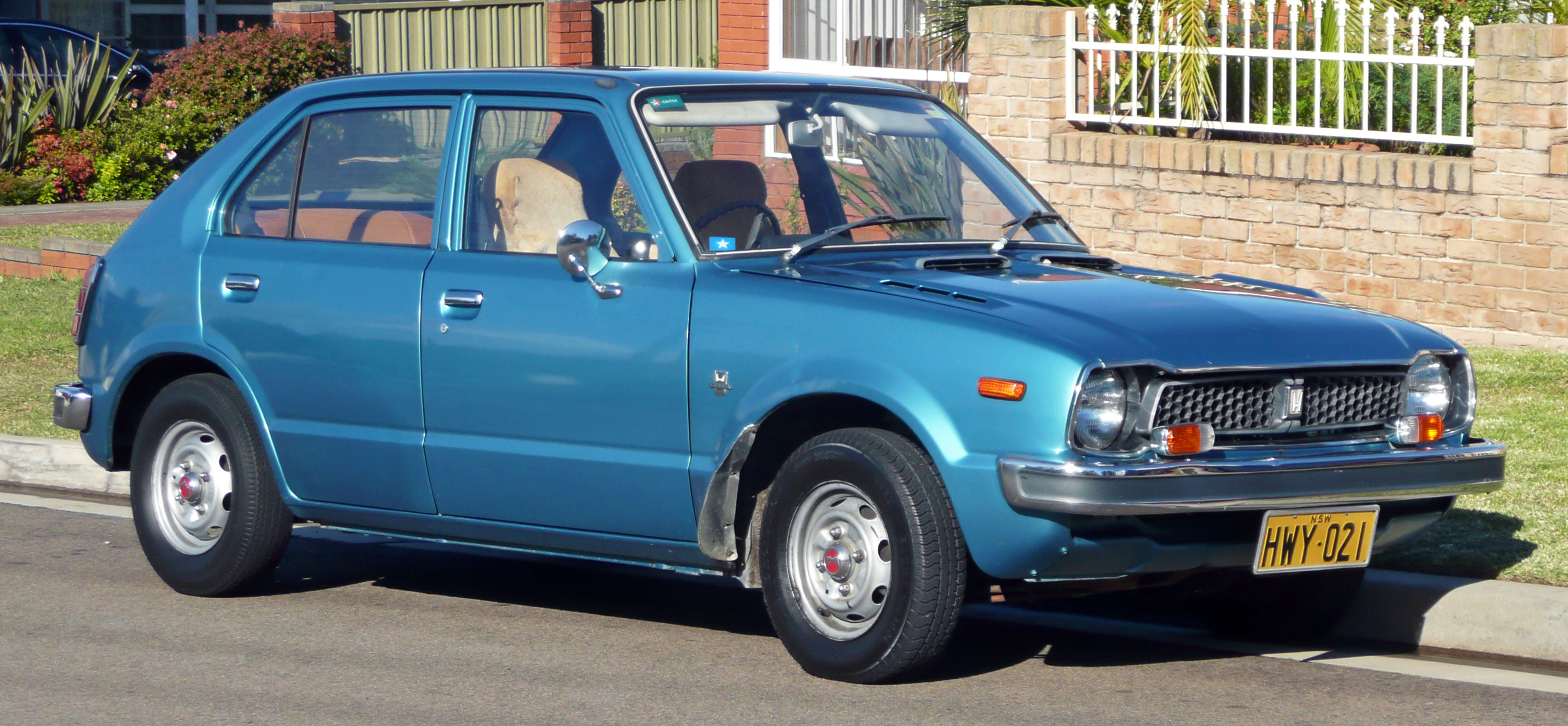
De Honda Civic betekende de doorbraak op de Amerikaanse markt vanwege zijn zuinigheid.

Honda werd halverwege 1973 echter geholpen door het uitbreken van de oliecrisis. Daardoor kregen ook de Amerikanen meer oog voor kleine en vooral zuinige auto's. In 1974 won de Honda Civic een zuinigheidstest van de Environmental Protection Agency. In dat jaar begon ook de verkoop van Civics met de CVCC-motor, die voldeed aan de emissie-eisen van de U.S. Clean Air Act zonder gebruik te maken van een katalysator. De verkopen begonnen nu snel te stijgen.

#### Promotie

##### Customer Satisfaction
Munekuni beseft echter ook dat geen autodealer op de lange termijn Honda's zou kunnen verkopen als hij niet zou worden ingeleid in de Honda-filosofie zoals Kihachiro Kawashima dat met de motorfietsdealers had gedaan. Hij liet J.D. Power & Associates, een onderzoeksbureau voor de autoïndustrie, jaarlijkse klanttevredenheidsonderzoeken uitvoeren onder Honda Civic-eigenaren. De resultaten met betrekking op het ontwerp gingen naar Honda R&D, die met betrekking op de kwaliteit naar de fabrieken in Japan. Opmerkingen van klanten werden ook gebruikt bij de ontwerpen van toekomstige modellen. De dealers werden door de klanten met punten gewaardeerd en kregen persoonlijke bezoeken van stafleden van American Honda. Uiteindelijk kregen dealers meer vertrouwen in de professionele aanpak van American Honda, ze richtten grotere delen van hun showrooms voor het merk in en ontstonden er gespecialiseerde Honda-autodealers. Daardoor verliep de intructie van de Honda Accord in 1976 en de Honda Prelude in 1979 veel soepeler.
J.D. Power bleef het Customer Satisfaction (CS)-programma uitvoeren en in 1986 stond Honda daarin op de eerste plaats van alle automerken in de Verenigde Staten.

#### Amerikaanse modellen

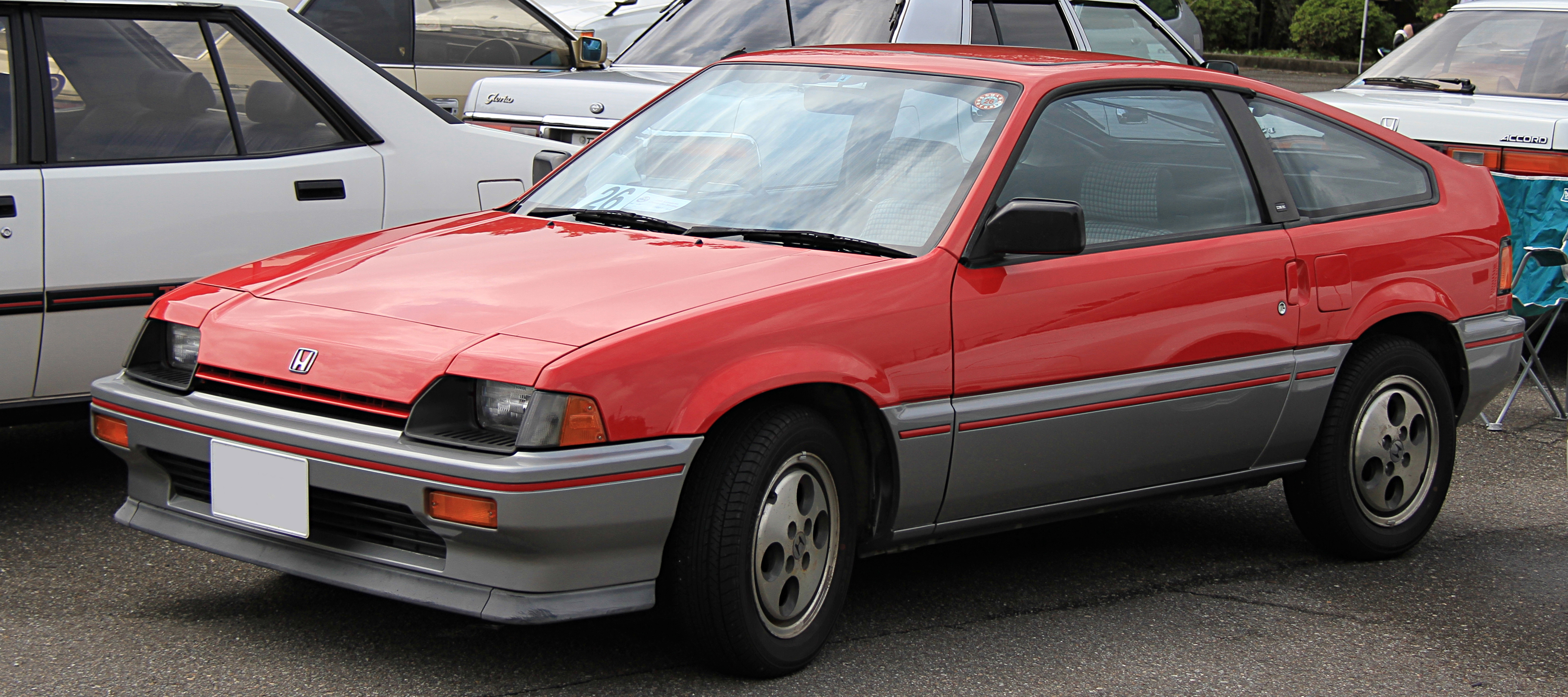
Honda Civic CR-X 1983

In 1983 creëerde Honda het eerste automodel speciaal voor de Amerikaanse markt, de Honda Civic CR-X. De auto was gebaseerd op de onderzoeksresultaten van J.D. Power & Associates en Honda Research of America (HRA) om aan te sluiten bij de wensen van de Amerikaanse klanten. HRA en moederbedrijf Honda R&D Co. Ltd. ontwikkelden een vierpersoons coupé met een zeer lichte carrosserie die 21 kilometer per liter kon halen, terwijl Amerikaanse concurrenten niet verder kwamen dan 12 kilometer per liter.
De expansie van Honda in de Verenigde Staten ging feitelijk gemakkelijker dan in Japan zelf. Daar moest Honda zich als beginnend autofabrikant bewijzen tegen bestaande, gevestigde merken, die ongeveer dezelfde producten maakten. In de VS volgde Honda dezelfde strategie als bij de Honda Super Cub: een heel nieuw publiek aanboren, dat oren had naar kleine, zuinige en milieuvriendelijke auto's in tegenstelling tot de grotere modellen van de eigen markt.

#### Acura-lijn

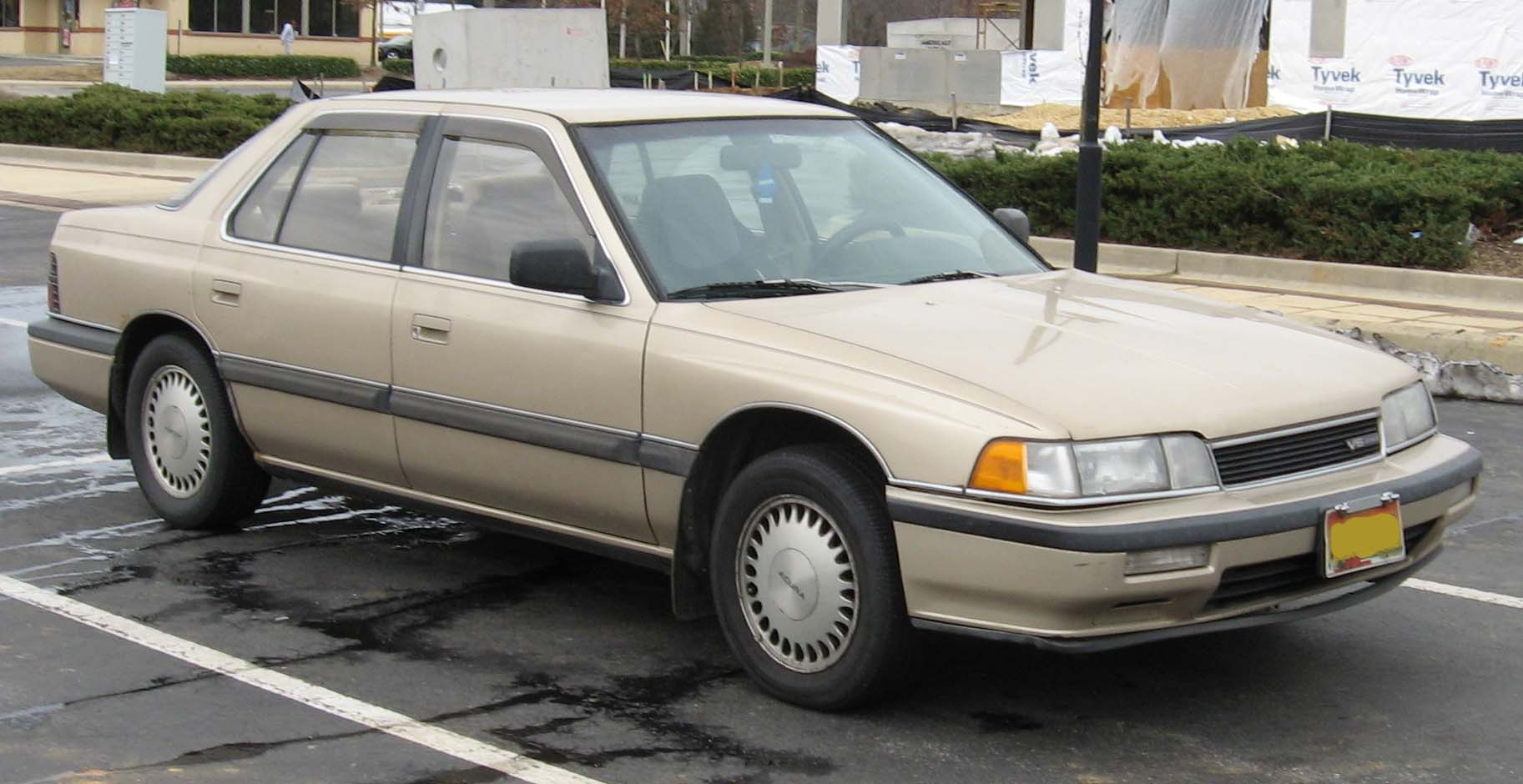
Acura Legend

In 1986 had Honda al meer dan 900 autodealers in de VS. Meer dan 70% daarvan verkocht uitsluitend Honda's, waardoor Honda het grootste eigen netwerk in Amerika had. Ze verkochten Civics, Accords en Preludes.
Honda besloot speciaal voor Canada, Hongkong en de Verenigde Staten een lijn van meer luxueuze en sportieve modellen op te zetten. Dat werd de Acura-lijn, waaraan ongeveer 60 Amerikaanse dealers deelnamen. Er kwamen modellen als de Acura Legend en Integra.
- Library of Congress Control Number: n81109238
- Virtual International Authority File: 130686258